# Баранец, Виктор Николаевич
Ви́ктор Никола́евич Баране́ц (род. 10 ноября 1946, Барвенково, Харьковская область, Украинская ССР, СССР) — советский и российский военный журналист, публицист, писатель, профессиональный журналист, Заслуженный журналист Российской Федерации (2020 год).
Военный обозреватель газеты «Комсомольская правда», полковник в отставке. Является членом общественных советов при Минобороны и при Военно-промышленной комиссии Российской Федерации. Член Президиума Общероссийской общественной организации «Офицеры России». 

## Биография
Родился 10 ноября 1946 года в городе Барвенково Харьковской области Украинской ССР. В Вооружённых силах Союза ССР — с 1965 года (курсант учебного танкового полка). В 1970 году окончил факультет журналистики Львовского высшего военно-политического училища, а в 1978 году — редакторское отделение Военно-политической академии имени В. И. Ленина. Военно-учётная специальность (ВУС) — «военный журналист с высшим образованием» (как записано в дипломе).
Проходил службу на Украине, Дальнем Востоке и в Западной группе советских войск в Германии (ГСВГ).
Во время службы на Дальнем Востоке был корреспондентом дивизионной и окружной газет, затем — газеты ГСВГ «Советская армия» (майор).
С 1983 года служил в Москве в военном журнале. Был корреспондентом, начальником отдела и заместителем главного редактора журнала «Коммунист Вооружённых Сил».
В конце 1986 года в качестве военного корреспондента журнала был в служебной командировке в Афганистане, находился в зоне боевых действий, о чём рассказывал в своих репортажах и книгах. Как и всем военным журналистам, работавшим на афганской войне, ему был присвоен статус участника войны, о чём свидетельствуют документы Главного управления кадров (ГУК) Министерства обороны СССР.
В мае 1991 года стал референтом начальника Главного политического управления Советской армии и Военно-морского флота (Главпура). Через три месяца произошёл Августовский путч. Про это время вспоминал: 

И мой поход в референты закончился тем, что я ночью, как белогвардейский офицер во времена Октябрьской революции, срывал табличку со своей двери, ожидая прихода «большевичков». В те дни Главпур объявили осиным гнездом коммунистического режима и до нас дошли слухи о скором аресте. Ночью я стоял в 50-метровой очереди к «моргу» (так мы называли дымящую печь, в которой сжигали документы) со своим пудом писем. И при свете печи заглядывал в некоторые из них. Запомнилось письмо прапорщика. Он писал начальнику Главпура, что его жена погибла в автокатастрофе, а он остался с тремя детьми. А финансист не выплачивает ему пособие. И молил о помощи. И размашистая виза моего начальника на письме: «Тов. Баранцу, немедленно разобраться и доложить». Я стоял в этой ночной очереди и думал: «Что же я такого плохого сделал в этом мире, что „АиФ“ занесли меня в списки тех, кого нужно арестовать в первую очередь?!»— Виктор Баранец
Работал военным обозревателем газеты «Правда». Был экспертом-советником начальника Генерального штаба генерала армии В. Н. Лобова, начальником информационно-аналитического отдела, начальником управления информации Минобороны России. Награждён орденом «За службу Родине в Вооружённых Силах СССР» III степени и многими медалями.
В качестве военного обозревателя работал в зоне боевых действий и в других «горячих точках», в частности, в Чечне и Дагестане.
В 1996 году, когда генерала армии И. Н. Родионова назначили министром обороны России, он пригласил Баранца на должность своего пресс-секретаря. Отмечал, что в Кремле «приговорили» министра обороны:

Нам по три — пять месяцев не платили зарплату. А в войсках — полгода!!! Офицерские жёны в гарнизонах уже варили суп из лебеды, чтобы дети и мужья не умерли с голода! Однажды, когда я проходил по коридору, меня окликнул прапорщик-секретчик: «Товарищ полковник, спуститесь в подвал, получите буханку хлеба и шесть банок кильки в томатном соусе». Это была моя «зарплата». Эти слова, прозвучавшие в гулком коридоре Генштаба, меня буквально заморозили. <…> Я приходил в «ядерное» управление, где стратеги работали над планами применения ядерного оружия, а у них воняло борщом. Люди варили еду прямо в кабинетах. Полковники и даже генералы «стреляли» друг у друга сигареты. И я понял, что нужно дать «последний бой», пойти на «самоубийство» — лишь бы власть ещё раз услышала голос человека в погонах.— Виктор Баранец
С 1998 года работает в газете «Комсомольская правда» военным обозревателем. Главные темы публикаций: военная аналитика, военно-патриотическое воспитание, проблемы военного строительства, ход военной реформы, разоблачение коррупции, социальная защита военнослужащих и членов их семей, помощь людям в решении житейских вопросов. После создания в 2009 году радио «Комсомольская правда» ведёт там авторскую программу «Военное ревю полковника Баранца» и «Аудиокнигу Виктора Баранца».
C ноября 2007 года ведёт блог под названием «Человек с ружьём».
До 2012 года резко критиковал Президента Российской Федерации В. В. Путина и его команду за то, что не выполняется программа обеспечения увольняемых военнослужащих жильём и несвоевременно выплачивается денежное довольствие.
15 декабря 2011 года во время «прямой линии» с Владимиром Путиным спросил его о том, почему не было выполнено обещание правительства к концу 2010 года обеспечить жильём всех уволенных офицеров, почему глава Кабмина «боится» отправлять в отставку министров, проваливших работу на своих участках. После встречи президент похвалил Баранца за прямоту: «Такая правда мне тоже нужна… Потому что вы выражаете то, что волнует армию. Я ценю такую офицерскую смелость и прямоту».
В январе 2012 года Виктор Баранец стал доверенным лицом Владимира Путина на выборах президента России в марте 2012 года. Играл активную роль в предвыборной кампании, участвуя на стороне Путина во время дебатов в СМИ. 1 марта 2012 года опубликовал в газете «Красная звезда» агитационный материал «Почему я выбираю Путина», в котором убедительно доказывал, что другие претенденты на президентскую должность не имеют такого богатого опыта управления страной и потому доверять им капитанский мостик нельзя.
Является автором книг «Ельцин и его генералы», «Потерянная армия», «Генштаб без тайн», «Армия России — защитница или жертва?», «Честь мундира», «Офицерский крест», «Спецоперация Крым-2014», рассказывающих о закулисной жизни военного ведомства в постсоветские годы и нынешней российской армии.
Лауреат национальной литературной премии «Щит и меч Отечества», премии «Золотое перо России» Союза журналистов России, премии Союза журналистов Москвы, премии «Достоинство» имени Артёма Боровика, премии Министерства обороны СССР. 18 ноября 2021 года стал лауреатом общероссийской премии имени Виталия Джибути за высокий профессионализм в освещении военной тематики.
Приветствовал назначение Сергея Шойгу министром обороны России, назвав это «лучшим кадровым решением президента».
Указом Президента Российской Федерации В. В. Путина от 18 июля 2012 года № 1021 Виктор Баранец вошёл в состав Совета по общественному телевидению Российской Федерации.
На президентских выборах 2018 года — доверенное лицо Владимира Путина.
21 августа 2020 года «за заслуги в развитии отечественной журналистики, высокий профессионализм и многолетнюю плодотворную работу» Указом Президента Российской Федерации был удостоен звания Заслуженный журналист Российской Федерации.

## Санкции
Виктор Баранец включён в список 6000 разжигателей войны (раздел «Разжигатели войны»).
15 января 2023 года, из-за вторжения России на Украину, внесён в санкционный список Украины как «российский пропагандист» который «распространяет пропаганду и поддерживает войну против Украины». Предполагается блокировка активов на территории страны, приостановка выполнения экономических и финансовых обязательств, прекращение культурных обменов и сотрудничества, лишение украинских госнаград.

## Книги
- Ельцин и его генералы. Записки полковника Генштаба. — М.: Коллекция «Совершенно секретно», 1998. — 544 с. — 10 000 экз. — ISBN 5-89048-058-8.
- Потерянная армия. — М.: Коллекция «Совершенно секретно», 1998. — 541 с. — 30 000 экз. — ISBN 5-89048-062-6.
- Генштаб без тайн. Кн. 1. — М.: Политбюро, 1999. — 462 с. — ISBN 5-89756-020-X.
- Генштаб без тайн. Кн. 2. — М.: Политбюро, 1999. — 461 с. — ISBN 5-89756-021-8.
- Армия России: Защитница или жертва? Как мы снимали Сердюкова. — 2014. — 414 с. — 2000 экз. — ISBN 5804106619. — ISBN 9785804106615.
- Честь мундира, записки полковника. — М.: Книжный мир, 2017. — 446 с. — 2000 экз. — ISBN 978-5-9500332-7-8.
- Офицерский крест. Служба и любовь полковника Генштаба. — М.: Книжный мир, 2018. — 380 с. — 1000 экз. — ISBN 978-5-6041071-9-5.
- Спецоперация Крым. 2014: документально-художественное исследование: [документально-исторический роман: 16+]. — М.: Комсомольская правда, 2019. — 460 с. — (Особой важности). — 4000 экз. — ISBN 978-5-4470-0334-0.